# 歩兵大将 (ロシア)
歩兵大将（ほへいたいしょう、ロシア語: генера́л от инфанте́рии）は、ロシア帝国陸軍に存在した階級。兵科大将。現代のOF-8に相当する。